# Coresthetida baloghi
Coresthetida baloghi là một loài bọ cánh cứng trong họ Cerambycidae.